# Saison 2 de RIS police scientifique
Chronologie
Saison 1  Saison 3 
Cet article présente le guide des épisodes de la deuxième saison de la série télévisée française RIS police scientifique. Les épisodes 1 à 8 ont été tournés en 2007 et 8 à 12 en 2008.

## Distribution

### Acteurs principaux
- Jean-Pierre Michaël : Marc Venturi
- Pierre-Loup Rajot : Hugo Challonges
- Aurélie Bargème : Nathalie Giesbert
- Stéphane Metzger : Malik Berkaoui
- Barbara Cabrita : Julie Labro
- Coraly Zahonero : Dr Alessandra Joffrin
- Laurent Olmedo : Capitaine Pierre Morand
- Claudia Tagbo : Lieutenant Martine Forest

### Acteurs secondaires
- Lizzie Brocheré : Cécile Challonges

## Épisodes

### Épisode 1:Rencontres
- Titre original : Rencontres
- Numéros : 9 (2-01)
- Scénariste(s) : Barbara Petronio, Leonardo Valenti, Stéphane Kaminka
- Réalisateur(s) : Dominique Tabuteau
- Diffusion(s) :
  -  France : 11 janvier 2007 sur TF1
- Audience(s) : 8,47 millions (première diffusion, France)
- Invité(es) : Aurélie Matéo
- Résumé :
- Marc, Hugo et Julie enquêtent avec Morand sur la mort d'une femme qui assistait à une soirée "speed-dating" dans un grand hôtel. Bientôt, on retrouve un homme poignardé dans les escaliers de service. Nathalie et Malik enquêtent avec Martine sur le décès d'une femme qui a été retrouvée morte sur le bas-côté d'une route, apparemment percutée par une voiture à grande vitesse.

### Épisode 2:Un point de non retour
- Titre original : Un point de non retour
- Numéros : 10 (2-02)
- Scénariste(s) : Francesco Balletta, Barbara Petronio, Leonardo Valenti, Stéphane Kaminka
- Réalisateur(s) : Dominique Tabuteau
- Diffusion(s) :
  -  France : 11 janvier 2007 sur TF1
- Audience(s) : 7,29 millions (première diffusion, France)
- Invité(es) :
- Résumé :
- Commentaires :

### Épisode 3:Le cercle des initiés,1repartie
- Titre original : Le cercle des initiés, 1re partie
- Numéros : 11 (2-03)
- Scénariste(s) : Armelle Robert, Fabienne Facco
- Réalisateur(s) : Dominique Tabuteau
- Diffusion(s) :
  -  France : 18 janvier 2007 sur TF1
- Audience(s) : 7,57 millions (première diffusion, France)
- Invité(es) :
- Valentin Merlet : Michael Cassin
- Résumé : Un professeur d'université est retrouvé mort, avec les mains et les yeux brûlés. L'équipe du RIS enquête. Mais alors qu'une piste se présente à eux, une jeune fille est retrouvée à son tour morte dans les mêmes circonstances...
- Commentaires :

### Épisode 4:Le cercle des initiés,2epartie
- Titre original : Le cercle des initiés, 2e partie
- Numéros : 12 (2-04)
- Scénariste(s) : Armelle Robert, Fabienne Facco
- Réalisateur(s) : Dominique Tabuteau
- Diffusion(s) :
  -  France : 18 janvier 2007 sur TF1
- Audience(s) : 6,84 millions (première diffusion, France)
- Invité(es) :
- Résumé :
- Commentaires :

### Épisode 5:Preuve d'amour
- Titre original : Preuve d'amour
- Numéros : 13 (2-05)
- Scénariste(s) : Laurent Vivier
- Réalisateur(s) : Klaus Biedermann
- Diffusion(s) :
  -  France : 8 mars 2007 sur TF1
- Audience(s) : 9,64 millions (première diffusion, France)
- Invité(es) : Emmanuel Patron, Estelle Skornik
- Résumé : Une jeune femme est prise d'un violent malaise et meurt dans son bureau. Marc, Julie et Nathalie découvrent qu'on a déposé du poison sous forme liquide sur le clavier de son ordinateur. En parallèle, Hugo et Malik enquêtent sur la mort d'un junkie.
- Commentaires : Marc est troublé par la ressemblance physique entre Isabelle Meyer, une suspecte, et Jeanne, son épouse disparue. Malik et Cécile font des activités ensemble.

### Épisode 6:Cœurs à vif
- Titre original : Cœurs à vif
- Numéros : 14 (2-06)
- Scénariste(s) : Krystel Mudry, Sébastien Vitoux, Laurent Vivier
- Réalisateur(s) : Klaus Biedermann
- Diffusion(s) :
  -  France : 8 mars 2007 sur TF1
- Audience(s) : 8,07 millions (première diffusion, France)
- Invité(es) : Jean-Louis Tribes, Manoëlle Gaillard, Pierre Boulanger
- Résumé : Marc, Julie et Malik enquêtent sur le meurtre d'une interne retrouvée poignardée en plein cœur dans un hôpital. Elle était allée dans une boîte de nuit dans les jours précédents. Hugo et Nathalie, eux, sont appelés à la suite de la disparition d'un chanteur célèbre des années 70.

### Épisode 7:Apparences trompeuses
- Titre original : Apparences trompeuses
- Numéros : 15 (2-07)
- Scénariste(s) : Leonardo Valenti, Barbara Petronio
- Réalisateur(s) : Klaus Biedermann
- Diffusion(s) :
  -  France : 15 mars 2007 sur TF1
- Audience(s) : (première diffusion, France)
- Invité(es) :
- Antoine Stip : Mario Biasi
- Gunilla Karlzen : Isabelle Biasi
- Romain Pissenem : Fabrice Berge
- Nora Arnezeder : Tatiana Goulianova
- Florence d'Azémar : Laurence Courcelle
- Dominique Fouassier : Rossi
- Gérard Kuhnl : Dufour
- Cyrille Hertel : Belkacem
- John Medalin : Cyril Lecas
- Fred Nony : Monsieur Rivet
- Résumé : Pendant que Marc, Julie et Malik enquêtent à la suite d'un braquage qui a mal tourné et qui s'est soldé par la mort d'un jeune lieutenant de police, Hugo et Nathalie cherchent à résoudre le meurtre de Mario Biasi, un célèbre photographe.
- Commentaires : Julie et Marc se rapprochent après que ce dernier ait failli être pris en otage par un braqueur qui était resté caché dans le périmètre de la scène de crime où ils enquêtaient.

### Épisode 8:Dépendances
- Titre original : Dépendances
- Numéros : 16 (2-08)
- Scénariste(s) :
- Réalisateur(s) : Klaus Biedermann
- Diffusion(s) :
  -  France : 15 mars 2007 sur TF1
- Audience(s) : (première diffusion, France)
- Invité(es) : Jemima West, Jean-Christophe Lebert, Norbert Haberlick
- Résumé : Un homme est retrouvé égorgé dans un appartement vide. Marc, Hugo et Julie vont faire le lien avec une affaire de prostitution. Malik et Nathalie enquêtent sur le meurtre d'une employée d'un laboratoire de recherche.
- Commentaires : Alors qu'il continue d'enquêter sur la mystérieuse disparition de sa femme, Jeanne, Marc se fait voler sa robe de mariée...

### Épisode 9:La Rançon de la vie
- Titre original : La Rançon de la vie
- Numéros : 17 (2-09)
- Scénariste(s) :
- Réalisateur(s) : Christophe Douchand
- Diffusion(s) :
  -  France : 22 mars 2007 sur TF1
- Audience(s) : 7,68 millions (première diffusion, France)
- Invité(es) :
- Leo : Ingrid
- Jessica Borio : Jessica/Fabienne Le Sage
- Résumé : À la suite d'un accident de la route, Marc, Nathalie et Hugo enquêtent avec Morand sur l'enlèvement de la petite Margot Dubreuil, une riche héritière. De leur côté, Malik et Julie enquêtent sur la mort d'un client d'une boîte de strip-tease.
- Commentaires :

### Épisode 10:L'ombre d'un doute
- Titre original : L'ombre d'un doute
- Numéros : 18 (2-10)
- Scénariste(s) : Adila Bennedjaï-Zou
- Réalisateur(s) : Christophe Douchand
- Diffusion(s) :
  -  France : 22 mars 2007 sur TF1
- Audience(s) : 7,18 millions (première diffusion, France)
- Invité(es) : Élodie Fontan, Jean-Baptiste Martin, Andrée Damant
- Résumé : Deux femmes sont violées peu avant leur mariage. Marc, Nathalie et Julie se chargent d'enquêter. Cette affaire replonge cette dernière dans de douloureux souvenirs. En parallèle, Hugo et Malik enquêtent sur le meurtre d'un chauffeur de bus.
- Commentaires :

### Épisode 11:Vertiges
- Titre original : Vertiges
- Numéros : 19 (2-11)
- Scénariste(s) : Sébastien Vitoux
- Réalisateur(s) : Christophe Douchand
- Diffusion(s) :
  -  France : 29 mars 2007 sur TF1
- Audience(s) : 5,72 millions (première diffusion, France)
- Invité(es) :
- Résumé : Un homme est retrouvé mort au pied du Sacré-Cœur. Il est apparemment tombé en voulant escalader le monument. Une jeune femme décède lors d'une balade en rollers.
- Commentaires :

### Épisode 12:Voyance
- Titre original : Voyance
- Numéros : 20 (2-12)
- Scénariste(s) : Laurent Vivier
- Réalisateur(s) : Christophe Douchand
- Diffusion(s) :
  -  France : 29 mars 2007 sur TF1
- Audience(s) : (première diffusion, France)
- Invité(es) :
- Résumé :
- Commentaires : Cet épisode est le dernier dans lequel le personnage de Marc Venturi apparait en tant que personnage régulier.